# هارولد قاولد هندرسون
هارولد قاولد هندرسون (بالإنجليزية: Harold Gould Henderson)‏ هو مؤرخ الفن أمريكي، ولد في 1889، وتوفي في 1974.